# Vilfredo Pareto
Vilfredo Federino Damaso Pareto, född 15 juli 1848 i Paris, död 19 augusti 1923 i Céligny i kantonen Genève, var en italiensk sociolog, nationalekonom och moralfilosof. Han var en av dem som grundade ekonometrin, men är mer känd för sina bidrag till sociologin och samhällsvetenskapen. Mest känd är Pareto för sin elitteori och för paretoprincipen.

## Sociologi
Pareto tycks ha vänt sig till sociologin för att förstå varför hans matematiserade nationalekonomiska teorier inte fungerade i verkligheten. Han trodde nämligen att "oförutsedda" eller "okontrollerbara sociala faktorer" intervenerade, snarare än att göra det mer självklara antagandet att hans teorier behövde revideras.

## Eftermäle
När Pareto avled 1923 skrev en tidskrift som Mussolini grundat att fastän Pareto beklagligt nog inte varit fascist hade han ändå bidragit mycket till deras politiska teori. I USA har hans popularitet varierat från en framstående ställning när han först blev översatt 1936, men efter andra världskriget ansågs han vara fiendens ideolog. Han fick även betydelse för Theodor Adorno, som hänvisar till honom i The Authoritarian Personality (1950). Som ekonom fick han ett stort inflytande på Harvard.

## Syn på liberal demokrati
Pareto menade att (liberal) demokrati var en illusion och att den härskande klassen alltid tog sig fram och berikade sig. För Pareto var således frågan snarare hur aktivt härskarna härskade. På grund av detta önskade han en drastisk reduktion av statsapparaten och välkomnade fascisten Mussolinis styre över Italien för att "frigöra de rena ekonomiska krafterna".

## Elitteorin
Paretos elitteori kommer från fyra källor han skrev: The Rise and Fall of the Elites (1901), Les système socialistes I–II (1902), Manuale d'economie politique (1906), och Trattoro di sociologia generale (1916). Eftersom hans far var italienare och modern fransyska skrev han omväxlande på de båda språken.
The Rise and Fall of the Elites består av axiomatiska satser, som bland annat fastslår att människor oftare handlar utifrån sina känslor än sitt förnuft och att de mänskliga beteendena kan sammanfattas i sex så kallade residuer och fyra derivat. Residuerna var innovation, konsolidering, expressivitet, sällskaplighet, integritet och sexualitet. Derivaten var upprepade påståenden, auktoritetspåkallan, hänvisande till principer och verbal förmåga. Residuerna var klart överordnade derivaten i betydelse, ansåg Pareto.
I Paretos elitteori används främst de två första residuerna, innovation och konsolidering, i första hand gällande människotyper som har en residu som utpräglat personlighetsdrag. Till elit räknar Pareto människor som har en hög grad av utiliteter som till exempel makt, rikedom och kunskap. 
Pareto tillämpade sin elitteori i bland annat historisk analys och menade att det alltid förekommit en elitcirkulation. Central i hans teori var att ett ledarskikt endast kan hålla sig kvar på toppen om de 1) tillåter de bästa individerna, oavsett samhällsklass, att bli delaktiga i deras privilegierade grupp och 2) om de är beredda att använda våld för att försvara sin ställning. Pareto menade att elitcirkulationen inte förekom mellan människor av samma residu, utan att innovativa ersatte konsoliderande och så vidare. Enligt Pareto sammanföll residuerna med andra personlighetsdrag: konsoliderande personer var exempelvis mer våldsbenägna vilket var en fördel för att behålla makten. Å andra sidan var de innovativa mer tillåtande inför att släppa in nya förmågor, vilket även det var en fördel. Han jämförde de båda personlighetstyperna med en räv och ett lejon.
Pareto kunde även förklara revolutioners uppkomst med sin teori om elitcirkulation. Av vikt för hans cirkulationsteori var påståendet att samhället har en process av vågor som liknar konjunktursvängningar.

## Paretoprincipen
Pareto visade att 20 procent av den italienska befolkningen ägde 80 procent av egendomen. Denna observation har senare, av andra, generaliserats till den så kallade Paretoprincipen. Termen nyttjas när 20 procent av orsakerna står för 80 procent av verkan.